# بينديكت بليكويت
بينديكت بليكويت (بالألمانية: Benedikt Pliquett)‏ (20 ديسمبر 1984 بهامبورغ في ألمانيا - ) هو لاعب كرة قدم ألماني في مركز حراسة المرمى. لعب مع أتليتيكو بالياريس وشتورم غراتس ونادي سانت باولي ونادي هامبورغ ونادي لوبيك ‏.

## وصلات خارجية
- بينديكت بليكويت على موقع قاعدة بيانات كرة القدم.إي يو (الإنجليزية)
- بينديكت بليكويت على موقع بيانات كرة القدم. دي إي (الألمانية)
- بينديكت بليكويت على موقع عالم كرة القدم.نت (الإنجليزية)